# Реконструктивна драбина
Реконструктивна драбина — це набір рівнів все більш складного лікування ран у реконструктивно- пластичній хірургії. Хірург повинен почати з найнижчої сходинки і рухатися вгору, доки не буде досягнуто відповідної техніки.
У науковій літературі існує кілька невеликих варіацій реконструктивної драбини, але принципи залишаються незмінними:
1. Загоєння вторинним натягом
2. Первинне закриття
3. Затримка первинного закриття
4. Трансплантат розділеної товщини
5. Пластика шкіри[en] повної товщини
6. Розширення тканин
7. Випадковий клапоть[en]
8. Осьовий клапоть
9. Вільний клапоть[en]